# Penichrolucanus copricephalus
Penichrolucanus copricephalus es una especie de coleóptero de la familia Lucanidae.

## Distribución geográfica
Habita en la Península de Malaca y Borneo.